# ساحة الخمرة

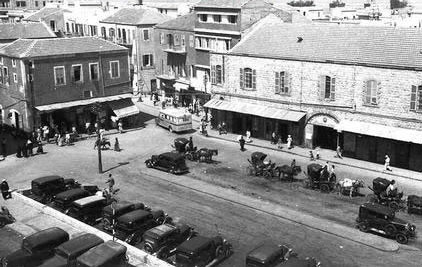
ساحة الخمرة عام 1934.

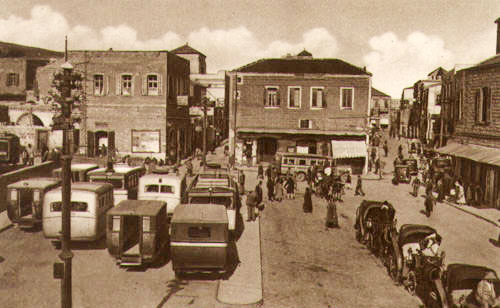
ساحة الخمرة عام 1930.

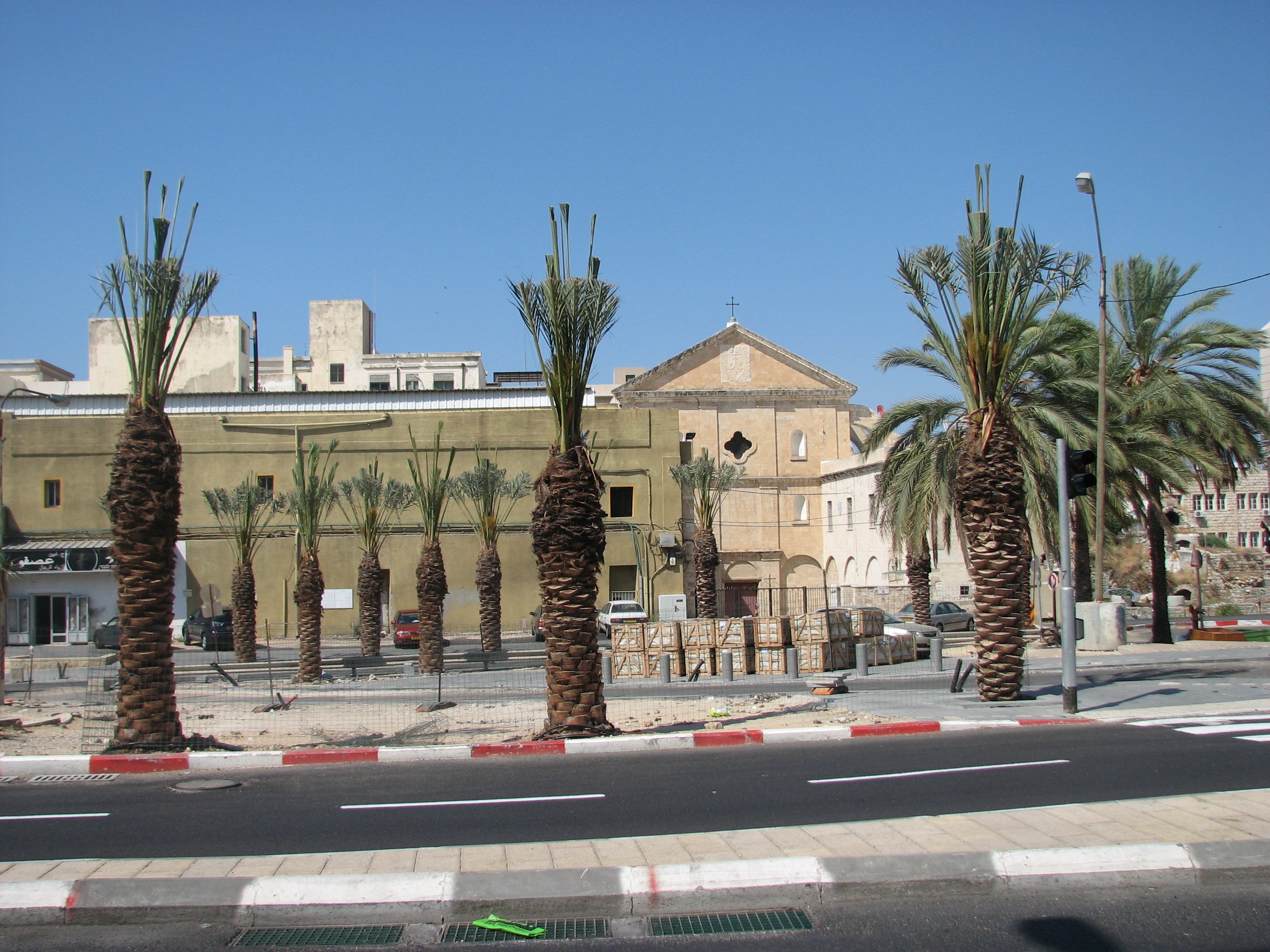
كنيسة مار إلياس الكرملية في ساحة الخمرة.

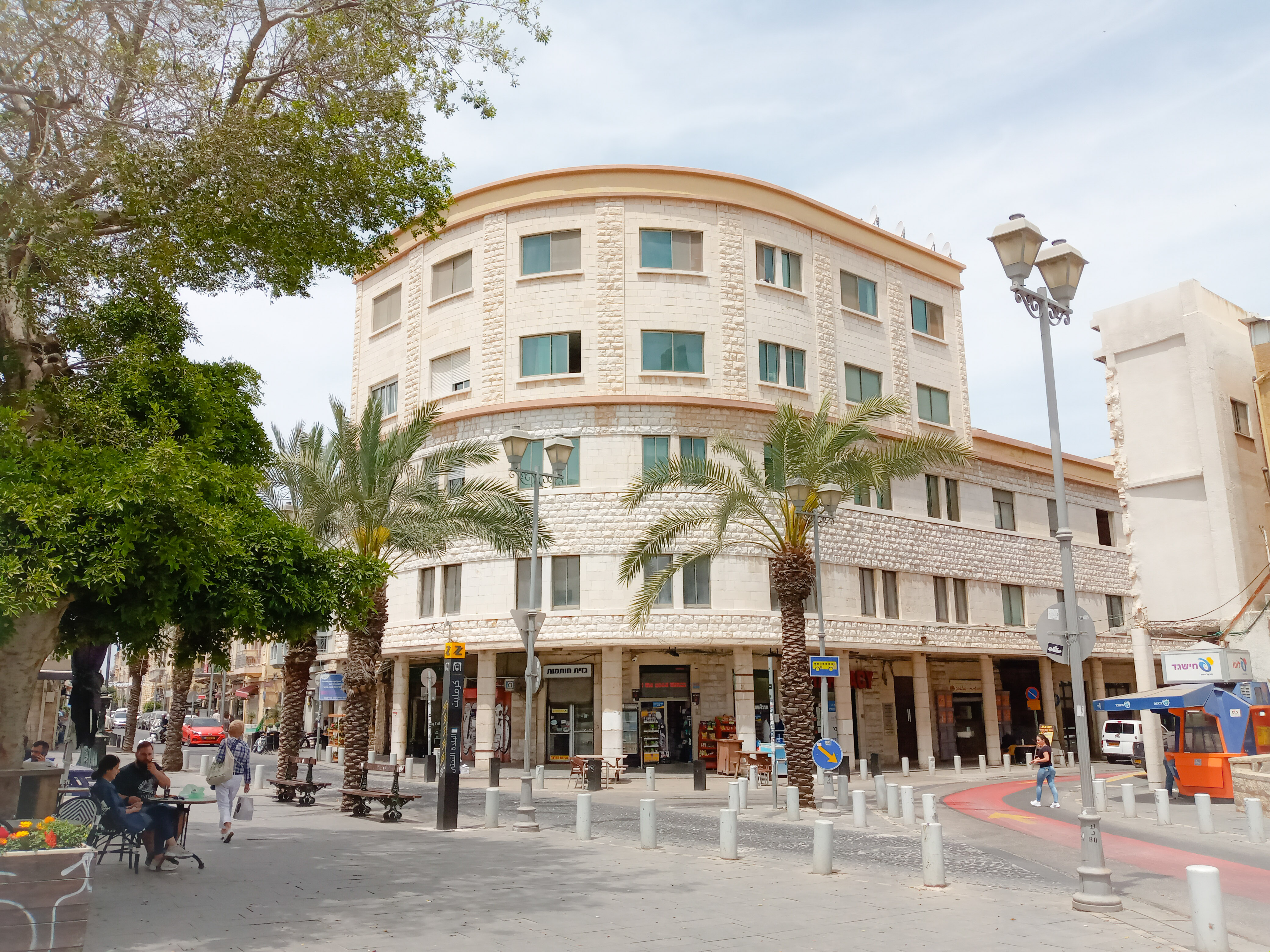
حيزّ الرهبنة الكرمليّة في ساحة الخمرة: بُني عام 1935.

ساحة الخمرة، بجانب ساحة الحناطير وحارة الكنائس والمسماة اليوم ساحة باريس، هي ساحة في البلدة التحتية في حيفا بنيت خلال العهد العثماني وشكّلت المركز التجاري في البلدة. اتخذت الساحة اسم ساحة الحناطير، نسبة للحناطير التي كانت تصطف في هذه الساحة كوسيلة النقل الشعبية للتنقل في مدينة حيفا، وهي عبارة عن عربة لثلاثة أشخاص يقودها الحنطور. كانت ساحة الخمرة جزءًا مركزيُا من حياة الناس في حيفا، فضمت دكاكين ومقاهي عربية. كان الناس يستعملون الحناطير كوسيلة نقل لنقل حاجياتهم التي اشتروها من سوق الشوام، وهو السوق التي كانت بضائعه تأتي من الشام لتأتي إلى ساحة الحناطير.
في هذه الساحة غنّت أم كلثوم في عرضها في حيفا.
أما اليوم فبُني على أنقاض ساحة الحناطير برجاً تجارياً وفي جوانب ساحة الخمرة دكاكين يهودية ومبنى المدخل للقطار السفلي لمدينة حيفا الذي يربط البلدة التي تقع تحت من ساحة الخمرة لمركز الكرمل كمحطة أخيرة.

## التسمية
سميت الساحة ساحة الخمرة نسبة لعائلة الخمرة الحيفاوية التي امتلكت الساحة والعديد من العقارات والبيوت حول هذه الساحة، هذا وسميت ساحة الحناطير باسمها لانتشار استعمال الحناطير فيها كوسيلة نقل. في حين سميت بساحة الكنائس لوجود عدد من الكنائس والأملاك المسيحية في المنطقة.

## تاريخ
كانت ساحة الحمرا ساحة عامة تم إنشاؤها في حيفا خلال العهد العثماني. وكانت محاطة بسوق، وكنيسة كرملية (كنيسة مار إلياس) وكنيسة مارونية (كاتدرائية القديس لويس الملك)، وفنادق وغيرها.
في عام 1935 كلَّفت الرهبنة الكرملية الكاثوليكية المهندس المعماري الإيطالي جيوفاني بورا بتصميم المنطقة المتاخمة لساحة الخمرة والمجاورة لكنيسة مار إلياس الكرملية، وسُميت المباني فيما بعد باسم «الحيزّ الكرملي». صُممت المباني المقابلة لبعضها البعض على الطراز العالمي وتشكل أحدهما الواقع من جهة اليمين من ثلاثة طوابق والأخر الواقع من جهة اليسار تشكل من خمسة طوابق، على طول شارع إلياهو هانافي، وكانا محاطان من الجانبين برواق. ويضم اليوم الحيزّ الكرملي التابع للرهبنة الكرملية الكاثوليكية على شقق سكنية ومكاتب ومصالح تجاريَّة.
في عام 1954 عندما طلبت الحكومة الإسرائيلية إنشاء نظام مترو أنفاق كارميليت من قبل شركة فرنسية، وقررت البلدية إعادة تسمية المنطقة إلى ساحة باريس كبادرة ودية تجاه الفرنسيين. كما سُميت المحطة المجاورة للميدان بميدان باريس.
في عام 2018 تمت إعادة تسمية محطة كرمليت ساحة باريس باسم محطة وسط المدينة.
في عام 2011 تم تجديد الساحة وإعادة اعمار العديد من المواقع المجاورة، وحضر حفل إعادة افتتاحها رئيس بلدية باريس في ذلك الوقت، برترون ديلانوي.
تطورت الحياة الثقافية العربية النشطة في القرن الحادي والعشرين. ووفقاً لصحيفة نيويورك تايمز بدأت النهضة العربية الليبرالية الحديثة في حيفا في عام 1998. وتم افتتاح المزيد من المطاعم والحانات والمقاهي والنوادي الليلية المملوكة للعرب في حي الألمانية والمنطقة القريبة من ساحة الخمرة، مع إشارات ترحيبة بجميع الناس باللغات العربية والإنجليزية وأحياناً بالعبرية.